# Павшим борцам за мировой Октябрь
Павшим борцам за мировой Октябрь — памятник на площади Революции в Твери, установленный на братской могиле одиннадцати наиболее активных участников революционного движения в Твери, погибших в годы революции и гражданской войны. Объект культурного наследия России (памятник истории).
Памятник был открыт 7 ноября 1927 года в 10-ю годовщину Октябрьской революции (первые похороны на этом месте состоялись 29 мая 1918 года).
Памятник представляет собой гранитное надгробие с установленной на нем колонной из черного мрамора, увенчанной чашей с пятиконечной звездой, на вершине даты «1917 — 1927». На колонне высечены слова: «Павшим борцам за мировой Октябрь». По углам надгробия установлены четыре пилона, через которые перекинуты цепи. Подле надгробия и колонны лежат лавровый венок и мемориальная доска, на которой высечены имена похороненных; фамилии захороненных там же в 1928 году революционеров Д. А. Курилова и М. А. Некрасова не указаны.
В братской могиле похоронены:
- П. Т. Куликов (1894—1918, зав. отделом губисполкома);
- Е. Г. Морозов (1900—1918, боец продотряда);
- К. П. Новиков (1896—1918, комиссар продотряда);
- Ф. Е. Вахонин (1879—1919, чл. горсовета);
- А. П. Хрусталев (? — 1919, зам. пред. губ. ревтрибунала);
- А. П. Капитонов (1899—1919, пред. уездно-гор. к-та РКП(б);
- Д. М. Склизков (1881—1919. пред. укома РКП(б);
- И. С. Гвоздев (1888—1920, чл. горсовета);
- Н. С. Лоцманенко (1891—1924, чд. горсовета);
- Ф. Е. Шибаев (1867—1920, работник Губчека);
- А. В. Петрова (1890—1928, деятельница проф. движения);
- Д. А. Курилов;
- М. А. Некрасов.